# Zitlaltépec
Zitlaltépec är en ort i Mexiko.   Den ligger i kommunen Ziltlaltépec de Trinidad Sánchez Santos och delstaten Tlaxcala, i den sydöstra delen av landet, 130 km öster om huvudstaden Mexico City. Zitlaltépec ligger 2 564 meter över havet och antalet invånare är 6 280.
Terrängen runt Zitlaltépec är kuperad åt sydväst, men åt nordost är den platt. Terrängen runt Zitlaltépec sluttar österut. Runt Zitlaltépec är det tätbefolkat, med 276 invånare per kvadratkilometer. Närmaste större samhälle är Huamantla, 12,4 km norr om Zitlaltépec. Trakten runt Zitlaltépec består till största delen av jordbruksmark.